# Geschichten aus dem Wienerwald

Ausschnitt aus dem Titelblatt der Ausgabe für Klavier, um 1880

Beginn des Zither-Solos der Introduktion.

Geschichten aus dem Wienerwald ist ein Walzer op. 325 von Johann Strauss (Sohn). Uraufgeführt wurde er am 19. Juni 1868 auf einem „Novitätenfest mit Feuerwerk“ zum Benefiz von Josef und Eduard Strauß im Volksgarten von der Strauss-Kapelle unter Leitung von Johann Strauss. Interpret des Zithersolos war Anton J. Paschinger (1825–1900).
Das Stück ist eine Walzerfolge aus fünf Walzern mit der Zither als hervorgehobenem Solo-Instrument in der Introduktion und der Coda. Zur Zeit der Entstehung war der Walzer schon längst vom anrüchigen Dorftanz zum hochgeachteten Gesellschaftstanz aufgestiegen. Die Namensgebung sollte die Herkunft des Tanzes aus der Volksmusik des Wienerwalds in Erinnerung bringen. Johann Strauss erinnert im Walzer II/1 motivisch an den Walzer Die Schwalben (op. 208) seines Vaters (dort Walzer III/1).
Der Wiener Zitherspieler Anton Karas hatte Geschichten aus dem Wienerwald jahrzehntelang im Repertoire.

## Theaterstück
In Anspielung auf diesen Walzer schrieb der österreich-ungarische Dichter Ödön von Horváth 1931 das Theaterstück Geschichten aus dem Wiener Wald.